# Jérôme Braque
Jérôme Braque, né en 1959 à Nice, est un auteur-compositeur de la French New wave, réalisateur de disques, vidéaste, et chroniqueur radio. 
Il est considéré comme l'auteur de productions « dadaïstes et transgressives ».
Jérôme Braque est le roi du royaume fictif et humoristique du Yopland, « proche de la Syldavie et de l'inconscient collectif ».

## Biographie
A 18 ans, en 1977, Jérôme Braque commence à fréquenter le milieu dandy noctambule des Bains douches et du Palace. Il y rencontre Alain Kan qui déclenche chez lui l'intérêt pour la production musicale.
Alain Kan lui présente Christophe qui  fera des années plus tard une adaptation de sa chanson Je veux sous le titre La man.
L'enregistrement 1896 du film Cinématon lui est consacré.

## Œuvre musicale
Jérôme Braque a une œuvre musicale variée : pop minimaliste, French New wave, musique expérimentale, et musique bruitiste.
Il a son premier succès en 1981 avec le quarante-cinq tour La petite Jeannette, du label Celluloïd, où Sophie Duez collabore comme danseuse et choriste,. Le dessinateur Luc Cornillon en parle comme d'un « monument pop ».
En 1982, il sort, chez Celluloïd et K Records, l'hymne national de son royaume imaginaire du Yopland, la chanson Youpi Yop composée avec Daniel Schel. Cette chanson est « devenue culte avec le temps ». La pochette du disque est réalisée par Yves Chaland.
Il réalise en 1987 un disque pour accompagner un album BD de Ted Benoit, La peau du léopard. La pochette du disque est illustrée en mode BD par Ted Benoît.
En 1988, il produit un disque qui réunit les faces B d'autres compositeurs et qu'il présente comme la bande-son d'un film qui, en réalité, n'existe pas, La dernière marée.
En 2001, son titre Je veux est adapté par Christophe, sous le titre La man.
Il signe en 2009 la musique de l'exposition sur l'Île de Pâques à la Fondation EDF, sur des textes de Pierre Loti.
En 2021, la chanteuse Alexia Gredy fait une reprise Beau masque, « titre météorite pop hexagonale du mitan des années 80 », composé par Jérôme Braque et Barney Wilen.
Son titre Tout est si doux au mois d'août est repris dans la compilations It's a Deluxe World en 2023, du label Martyr of Pop!, aux côtés de chanteurs comme Philippe Katerine, Helena Noguerra ou Bertrand Burgalat.

### SoReal
Dans les années 1990, Jérôme Braque développe des techniques de prise de son holophoniques fondées sur des recherches de pointe en psycho-acoustique. Grâce à cette recherche expérimentale, il développe le label SoReal qui est dédié à l'enregistrement de concerts live, restitués en 3D.

### Réel/imaginaire
Jérome Braque bouscule, avec son art, la frontière entre le réel et l'imaginaire. Il crée le royaume fictif du Yopland, et il invente un film qui n'existe pas pour en publier sa bande son, La dernière marée. Avec le temps, les crédits du disque dans les bases de données officielles citent le film comme s'il était réel.

#### Yopland
Dans l'univers narratif du Yopland, Jérôme Braque est le roi ou « Yopprinz », né en 1903 dans la capitale de Yopbürg.
Aujourd'hui, il ne reste que très peu de traces du Yopland. Son univers est décrit dans un document qui a été glissé dans le 45 tour Youpi Yop. Un clip vidéo, tiré d'une émission télévisée, est encore disponible et permet de se faire une idée de l'atmosphère Yoplandaise. On y voit Jérôme Braque accompagné d'une bergère du Yopland et, à l'arrière, Daniel Schell au Chapmann stick.

#### La dernière marée
Remarquant que les faces B de ses disques et de ceux de ses amis étaient plus expérimentales que les face A, Jérôme Braque propose à une dizaine d'amis de se lâcher et de proposer les musiques qu'ils veulent vraiment composer pour un disque qui sera la bande-son d'un film imaginaire.
Parmi les artistes invités du disque, on retrouve : Claude Arto des Mathématiques Modernes, Daniel Schell du groupe Cos, Arnaud De Boisfleury, Thibaut Leigniel, Dominique Droin, Hélène Colin, Charles-André Pozzo di Borgo, Pierre-André Touscoz, Thierry Kuntz, Eric Daniel.
Le film imaginaire est censé avoir été réalisé par Jérôme Braque lui-même, d'après un roman tout aussi imaginaire supposément écrit par Sybille Jania et intitulé Les cargos du crépuscule.
Dans la pochette du CD, est présente une « photographie » du film avec une « citation » du livre : « ... Le sous-marin gisait par trente-cinq mètres de fond (...) Comme certains rechignaient à la tâche, le commandant eut alors ce célèbre mot : Que ceux qui ne sont pas d'accord sortent! [...] »
Le disque comporte 21 titres.

## Discographie

### Auteur, compositeur et interprète
- 1981 : La petite Jeanette
- 1982 : Youpi Yop
- 1987 : La dernière marée
- 1987 : La peau du léopard
- 2006 : Trampolino

### Compositeur
- 1982 : Clapotis clapotas d'Élisa Point
- 1988 : Beau Masque pour Marie Möör
- 2001 : La Man, adaptation de Je veux, par Christophe
- 2021 : Beau Masque reprise d'Alexia Gredy

### Titres dans des compilations
- 1988 : Du sel sur les cils in La dernière marée
- 1988 : Kyoto in La dernière marée
- 1988 : Verdict in La dernière marée
- 1988 : Un soir au Caire in La dernière marée
- 1988 : Panique in Instrumental Music, 10e anniversaire, Celluloïd
- 1988 : Du sel sur les cils in Instrumental Music, 10e anniversaire, Celluloïd
- 2023 : Tout est si doux au mois d'août in It's a Deluxe world

### Réalisateur
- 1982 : Clapotis clapotas d'Elisa Point
- 1988 : La dernière marée
- 1998 : Bevinda Live (label SoReal)
- 1998 : Arsène Bedoit Live (Label Soreal)
- 1998 : Philippe Paindavoine Live (Label Soreal)
- 1999 : Caceres Live (label SoReal)
- 1999 : Sapho Live (Label SoReal)